# Sigrun Schmidt-Traub
Sigrun Schmidt-Traub (* 1942) ist eine deutsche Psychologin, Psychotherapeutin und Autorin.

## Biografie
Die 1942 geborene Sigrun Schmidt-Traub studierte Psychologie und Soziologie in den Universitätsstädten Tübingen, Hamburg, Berlin und Frankfurt am Main sowie an der Yale University in New Haven im Bundesstaat Connecticut. 1974 folgte ihre Promotion und eine Ausbildung in Verhaltens-, Gesprächspsycho- und Hypnotherapie. Seit 1974 unterhält sie eine eigene psychotherapeutische Praxis und ist dort als Verhaltenstherapeutin für Kinder, Jugendliche und Erwachsene tätig, darüber hinaus lehrte sie auch an Universitäten.
Seit 1989 arbeitet sie auch als Dozentin, Supervisorin und Ausbilderin an verschiedenen Instituten für klinische Verhaltenstherapie.
Darüber hinaus hat Sigrun Schmidt-Traub seit Mitte der 1990er Jahre zahlreiche Schriften und Bücher in verschiedenen aktualisierten Auflagen zum Thema Angst- und Panikstörung sowie zur Verhaltenstherapie verfasst.

## Werke (Auswahl)
- Angst bewältigen, Berlin, Springer Verlag, 1995
- Panikstörung und Agoraphobie, Göttingen, Hogrefe Verlag, 1997
- Selbsthilfe bei Angst im Kindes- und Jugendalter, Göttingen, Hogrefe Verlag, 2001
- Angst und Depression, Göttingen, Hogrefe Verlag, 2005
- Zwänge bei Kindern und Jugendlichen, Göttingen, Hogrefe Verlag, 2006
- Generalisierte Angststörung, Göttingen, Hogrefe Verlag, 2008
- Angststörungen im Alter, Göttingen, Hogrefe Verlag, 2011
- Angstfrei im Alter, Göttingen, Hogrefe Verlag, 2011
- Ängste loslassen, Weinheim, Beltz Verlag, 2014
- Kinder liebevoll und konsequent erziehen, Göttingen, Hogrefe Verlag, 2015
- Frei von Zwängen, Weinheim, Beltz Verlag, 2015
- Kognitive Verhaltenstherapie bei Ängsten im Kindes- und Jugendalter, Göttingen, Hogrefe Verlag, 2017
- Selektiver Mutismus, Göttingen, Hogrefe Verlag, 2019
- Schüchtern, nervös, unsicher? Berlin, Springer Verlag, 2021